# Strage di Dallas
La strage di Dallas è stato un attacco armato, avvenuto tra il 7 e l'8 luglio 2016, perpetrata da Micah Xavier Johnson con l'obiettivo di colpire alcuni agenti di polizia in seguito alle recenti morti di cittadini afroamericani, causate dalle forze dell'ordine statunitensi. La sparatoria, infatti, è avvenuta alla fine di una protesta pacifica organizzata contro gli omicidi di Alton Sterling a Baton Rouge, Louisiana e di Philando Castile a Falcon Heights, nel Minnesota, avvenuti pochi giorni prima.
Subito dopo la sparatoria, Johnson fuggì all'interno del campus del college El Centro. La polizia riuscì ad ucciderlo solo nella notte dell'8 luglio, attraverso un ordigno esplosivo contenuto su un robot controllato da remoto dagli artificieri. È stata la prima volta che la polizia statunitense ha usato un robot per uccidere un sospetto.
La sparatoria è stata la più mortale nei confronti di agenti di polizia statunitensi dopo gli attentati dell'11 settembre 2001, nei quali morirono 72 agenti, e le due sparatorie del 2009 avvenute in Oakland (in California) e a Lakewood (a Washington) dove morirono quattro agenti.

## Contesto
In seguito alle uccisioni di Alton Sterling, avvenuta il 5 luglio 2016 a Baton Rouge, e quella di Philando Castile, avvenuta il 6 luglio 2016 nel Minnesota, venne organizzata una protesta da parte del movimento per i diritti civili degli afroamericani denominato Black Lives Matter. In realtà, quella di Dallas non fu l'unica protesta organizzata contro la brutalità poliziesca delle forze dell'ordine poiché nella notte del 7 luglio ve ne furono anche altre nel territorio statunitense: a St. Paul, in Minnesota, centinaia di protestanti marciarono nella città, mentre a Baton Rouge i manifestanti protestarono fuori dal Living Faith Christian Center urlando "Nessuna giustizia, nessuna pace".
A Dallas furono coinvolti nella manifestazione circa 800 persone e, per l'evento, vennero assegnati circa 100 agenti di polizia per garantire la sicurezza nelle zone circostanti. Prima che si verificasse la sparatoria non era stato segnalato nessun altro incidente e l'evento, fino a quel momento, si svolse in totale tranquillità. Tra i manifestanti, solo alcuni di essi avevano delle pistole ed indossavano maschere antigas, giubbotti antiproiettile e vestiti militari, secondo quanto dichiarato dal capo della polizia di Dallas David Brown.

## Eventi

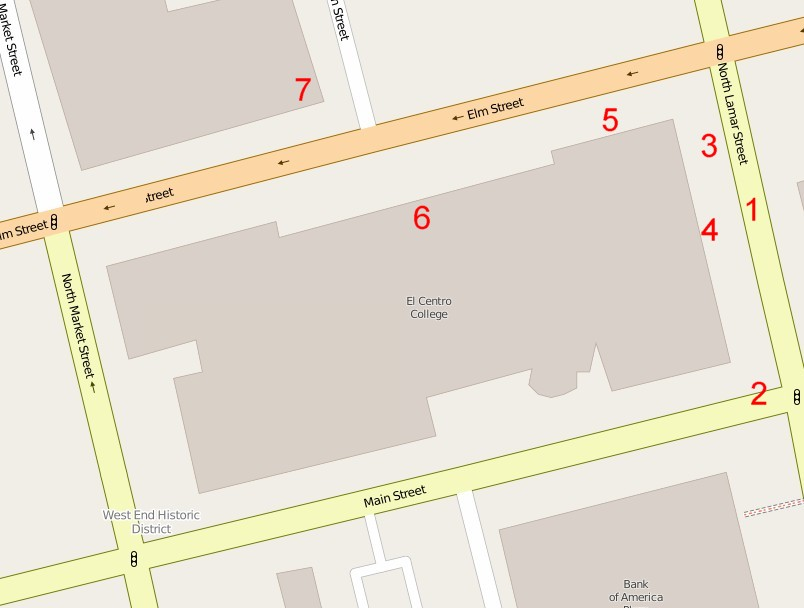
Mappa degli eventi:
1. Johnson parcheggia il SUV ed inizia ad aprire il fuoco verso Market Street.
2. Tre poliziotti vengono uccisi mentre altri rimangono feriti.
3. Johnson insegue un altro ufficiale e lo uccide.
4. Johnson tenta di entrare nel college ma fallisce.
5. Johnson entra nel college da Elm Street.
6. Johnson si reca al secondo piano e spara verso un 7-Eleven.
7. 7-Eleven dove viene colpito e ucciso un poliziotto.

Gli eventi della sparatoria sono avvenuti nell'isolato composto da diversi edifici del college El Centro. La zona è delimitata a sud da Main Street, dove stava avvenendo la manifestazione; a est da Lamar Street, da dove Johnson ha iniziato la sparatoria; a nord da Elm Street, dove Johnson è riuscito ad addentrarsi nel college.

### Sparatoria di Main Street
Intorno alle 20:58, Johnson parcheggia il suo SUV su Lamar Street, di fronte all'ingresso est del college (edificio A), lasciando il veicolo con le luci di emergenza attivate. Qui ha iniziato a sparare sul gruppo di poliziotti e manifestanti che erano raccolti su Main Street. Si credeva che Johnson avesse parlato con gli ufficiali prima che li uccidesse.
Tre ufficiali sono stati uccisi nella sparatoria iniziale, mentre almeno altri tre agenti ed un civile sono rimasti feriti. Undici agenti risposero al fuoco ed altri, non riuscendo a capire da dove provenissero gli spari, bloccarono tutte le intersezioni stradali e, di conseguenza, si esposero al fuoco di Johnson.
Subito dopo, Johnson si diresse verso Lamar Street, incontrando anche l'ufficiale Brent Thompson lungo la strada. In un video registrato da un civile dal balcone dell'hotel di Lamar Street viene mostrato lo scontro tra i due: il video mostra Johnson ricaricare il suo fucile mitragliatore e sparare ai poliziotti vicini alla sua posizione. Thompson fu costretto a cercare riparo dietro una colonna di cemento, ma Johnson lo aggirò e gli sparò ripetutamente alla schiena uccidendolo.

### Sparatoria al college El Centro
Johnson, ferito durante il precedente scontro a fuoco, tentò di entrare nel college, passando per Lamar Street, sparando a una porta a vetri ma non riuscendo ad addentrarsi. Ha ferito due agenti di polizia del campus che erano vicini alla porta all'interno dell'edificio. Uno è stato ferito allo stomaco dopo che il proiettile era rimasto bloccato nel giubbotto antiproietile (rinvenuto solo tre settimane dopo l'accaduto), mentre l'altro agente è stato ferito da alcune schegge di vetro che gli si conficcarono nelle gambe. Successivamente, Johnson si recò ad Elm Street dove sparò a un'altra porta a vetri e riuscì ad entrare nel college (nell'edificio B) senza essere visto. Sentendo il rumore della porta a vetri in frantumi, un ufficiale ferito del campus, il caporale Bryan Shaw, si fece largo all'interno dell'edificio e notò una scia di sangue che portava ad una tromba delle scale. Accompagnato da un altro ufficiale, Shaw cercò di seguire le orme della scia ma venne investito da una serie di colpi da fuoco e, non capendo da dove provenissero, fu costretto a ritirarsi.
In seguito, Johnson si fece strada dalla mensa del secondo piano fino alla biblioteca del terzo piano del college. Qui trovò una serie di finestre che si affacciavano su Elm Street ed iniziò a sparare agli ufficiali che si trovavano lì. Uccise un ufficiale, Michael Smith, che cercava di proteggersi dietro la sua auto di pattuglia e danneggiò il vetro del 7-Eleven. Gli ufficiali iniziarono ad addentrarsi all'interno del college e fecero evacuare l'edificio facendo uscire gli insegnanti e gli studenti dalle scale di emergenza.
Gli agenti lo trovarono al secondo piano mentre era accovacciato dietro un angolo. Si trovava in una zona piena di uffici e server del college, con solo due porte che conducevano al punto in cui era posizionato, ad una distanza di circa 9 metri dai membri della SWAT. Si pensa che almeno 200 colpi siano stati esplosi durante il conflitto a fuoco tra Johnson e i membri della SWAT.

### Morte del killer
Gli ufficiali cercarono di negoziare la sua resa, ma Johnson riferì di voler parlare solo con agenti afroamericani. Dichiarò anche di aver agito da solo e che non faceva parte di alcuna associazione terroristica. Secondo il capo della polizia di Dallas, Johnson apparve in uno stato delirante durante la negoziazione, infatti David Brown dichiarò: "Abbiamo negoziato con lui per circa due ore ma lui ha continuato a mentire, giocare, ridere di noi, cantare, chiedere quanti morti aveva provocato e che voleva uccidere ancora". Intorno alle 2:30 (ora locale), David Brown, non vedendo ulteriori possibilità di negoziare con Johnson, prese la decisione di ucciderlo attraverso un veicolo comandato ricoperto di C-4 (circa 0,45 chilogrammi). Il piano era quello di spostare un robot radiocomandato fino ad un punto nelle vicinanze di Johnson e farlo esplodere.
Johnson vide il robot avvicinarsi e iniziò a sparare ripetutamente ad esso. Tuttavia, il robot, anche se aveva subito dei danni in seguito agli spari, esplose come previsto ed uccise Johnson. Successivamente si è scoperto che Johnson scrisse le lettere "RB" con il proprio sangue mentre era nel college, apparentemente dopo essere stato ferito mentre cercava di salire la tromba delle scale, ma il significato di queste lettere non è stato chiarito. David Brown ha anche dichiarato che durante le trattative con Johnson, il killer ha detto di aver piazzato altri esplosivi nel centro di Dallas, ma questi ultimi non sono stati rinvenuti.

## Vittime
In totale sono stati uccisi cinque agenti di polizia, mentre i feriti sono stati undici (nove agenti e due civili).
La maggior parte delle vittime è stata uccisa mentre era in corso la manifestazione e almeno una durante uno scontro a fuoco. Tra di esse vi sono quattro ufficiali del Dallas Police Department (DPD) ed un ufficiale del Dallas Area Rapid Transit (DART). Quattro dei feriti erano degli agenti del DPD, tre del DART e due erano dei civili che si trovavano all'interno del college. Sette sono stati trasportati al Parkland Memorial Hospital e due ufficiali sono stati sottoposti ad interventi chirurgici. Anche una donna è stata colpita ad una gamba, rompendosi la tibia.
Gli agenti uccisi durante la sparatoria sono stati identificati in:
- Patricio "Patrick" Zamarripa: 32 anni, ufficiale del DPD, ex marinaio degli United States Navy e veterano della guerra in Iraq. Era nel dipartimento dal 2011.[41]
- Michael Krol: 40 anni, ufficiale del DPD. Era nel dipartimento dal 2007.[42]
- Brent Thompson: 43 anni, ufficiale della DART, ex Marine. Era nel dipartimento dal 2009.[43] Thompson è stato il primo ufficiale della DART ad essere ucciso in servizio fin dall'apertura del dipartimento, avvenuta nel 1989.[44]
- Lorne Ahrens: 48 anni, caporale del DPD. Era nel dipartimento dal 2002.[45]
- Michael Smith: 55 anni, sergente del DPD ed ex Ranger. Era nel dipartimento dal 1989.[46]

## Indagini

### Armi impiegate
Ci sono state notizie contrastanti riguardo alle armi utilizzate da Johnson durante la sparatoria: Clay Jenkins, l'amministratore delegato della contea di Dallas e direttore della sicurezza nazionale e della gestione delle emergenze, ha detto che Johnson ha utilizzato un Simonov SKS. Altre notizie riportano, invece, che Johnson abbia utilizzato un fucile d'assalto Izhmash-Saiga calibro 5.45 mm, il quale è una variante del noto AK-47.
Il New York Daily News ha intervistato un uomo, il quale ha venduto a Johnson un fucile d'assalto AK-47 nel novembre del 2014. L'uomo ha dichiarato di aver venduto il fucile in un parcheggio ed ha, inoltre, chiesto se l'arma in questione fosse stata utilizzata nella sparatoria. L'agente ATF con cui stava parlando rispose: "Tutto quello che possiamo dire è che è stato recuperato".
Oltre al fucile d'assalto, Johnson aveva con sé anche una pistola con un caricatore ad alta capacità. La CNN, citando delle fonti anonime, ha riferito che sono state recuperate due pistole: una Glock 19 ed una Bauer calibro 25.
L'FBI ha riferito che Johnson, inoltre, indossava anche un giubbotto antiproiettile.

## Conseguenze
Dopo la sparatoria, la DART ha sospeso il servizio, riprendendolo la mattinata seguente, con l'unica eccezione della stazione di West End. La Federal Aviation Administration ordinò la restrizione temporanea dei voli civili nelle immediate vicinanze dei luoghi della sparatoria, consentendo ai soli voli militari di sorvolare lo spazio aereo.
Le forze dell'ordine locali, per far fronte all'emergenza, fecero gli straordinari (equivalenti a circa $800.000) per poter aiutare gli agenti del DPD. Tra questi vi sono gli straordinari effettuati dagli agenti del Dallas County Sheriff's Office (pari a circa $86.000), quelli dell'Arlington Police Department (pari a circa $88.000), quelli del DPD (pari a circa $705.250) e quelli dell'Irving Police Department e del Dallas Fire-Rescue Department.
L'8 luglio, il giorno successivo alla sparatoria, il college El Centro annullò tutte le lezioni e rimase chiuso anche per favorire il proseguimento delle indagini da parte delle forze dell'ordine. L'esplosione, che provocò la morte di Johnson, distrusse anche i server del college, ritardando la riapertura. Il college riaprì al personale solo il 20 luglio, mentre le lezioni ripresero il giorno seguente. Gli edifici A, B e C del campus sono, invece, rimasti chiusi in attesa del compimento delle indagini da parte dell'FBI. Proprio nel college, in onore delle vittime, venne organizzata, il 27 luglio, la cerimonia "Reflect and Renew" (in italiano: "Riflettere e Rinnovare") all'interno della quale erano presenti gli studenti, il personale ed i funzionari della città di Dallas.
Il capo della polizia di Dallas David Brown ha dichiarato che per la polizia è stato ancora più difficile identificare il colpevole, in quanto all'interno dei manifestanti vi erano circa una trentina di civili che avevano delle armi, poiché in Texas è legale possedere un'arma da fuoco. Dopo la sparatoria, il sindaco di Dallas Mike Rawlings si è dichiarato favorevole alla modifica della legge statale che rende legale la detenzione di armi da fuoco.
In seguito alla sparatoria di Dallas e a quella avvenuta a Baton Rouge pochi giorni dopo, le forze dell'ordine iniziarono a rivalutare alcune strategie d'emergenza per far fronte a questi tipi di incidenti, facendo in modo che più agenti fossero assegnati ad una stessa pattuglia (anziché solo due agenti per pattuglia) ed inoltre alcuni dipartimenti hanno deciso di aumentare la sorveglianza durante le manifestazioni contro la polizia.
Circa dodici giorni dopo la sparatoria, il DPD ricevette 467 domande di lavoro, con un incremento del 344% rispetto a quelle pervenute al dipartimento nel mese di giugno. Pochi mesi prima la vicenda, il dipartimento di Dallas (così come altri dipartimenti di polizia in tutto il territorio statunitense) stava cercando di reclutare nuovi agenti. Il DPD dovette anche annullare i corsi accademici in quanto non vi erano abbastanza iscritti e gli ufficiali volevano abbandonare il posto di lavoro per il basso stipendio che ricevevano. Il 25 agosto, il DPD ha annunciato di voler assumere 549 nuovi agenti entro l'ottobre 2017, ma il consiglio cittadino di Dallas lo ha definito come un obiettivo non veritiero a causa dei rigorosi requisiti di accesso all'interno del dipartimento.
Il Dallas Observer ha notato alcune somiglianze tra Johnson e Mark Essex, un afroamericano ed ex membro della marina militare statunitense, che commise due attacchi contro degli agenti di polizia di New Orleans di razza caucasica, in seguito all'uccisione di due cittadini africani da parte delle forze dell'ordine. Gli attacchi avvennero rispettivamente il 31 dicembre 1972 ed il 7 gennaio 1973 (dove Essex morì) e provocarono la morte di nove persone, tra cui cinque agenti di polizia.

### Uso del robot
Per la prima volta nella storia degli Stati Uniti, un sospetto è stato abbattuto attraverso un robot radiocomandato. In particolare, per uccidere Johnson è stato impiegato il modello MarkV-A1 prodotto dalla società Northrop Grumman, imbottito con circa 0,45 chilogrammi di C-4. La decisione di uccidere il killer con un robot è stata presa dopo che gli agenti si resero conto che la posizione di Johnson era impossibile da raggiungere senza correre pericoli e impossibile da violare con un cecchino.
Ci furono diverse reazioni riguardo all'uso di un robot da parte degli agenti di polizia. P. W. Singer, un esperto di robotica della New America Foundation, ha dichiarato che solo dopo i fatti di Dallas è venuto a conoscenza dell'uso dei robot nelle operazioni di polizia. Seth Stoughton, un professore di diritto dell'Università del North Carolina, ed ex ufficiale di polizia ha dichiarato: "Qui siamo di fronte a una sorta di nuovo orizzonte per quel che riguarda le tecnologie in uso dalla polizia. Già da tempo si fa uso dei robot, ma usarli per un uso della forza letale solleva nuovi interrogativi". Ha, inoltre, aggiunto che probabilmente la decisione di usare il robot nei confronti di Johnson è stata presa poiché rappresentava una minaccia non solo per gli agenti di polizia ma anche e soprattutto per i civili.

## Reazioni

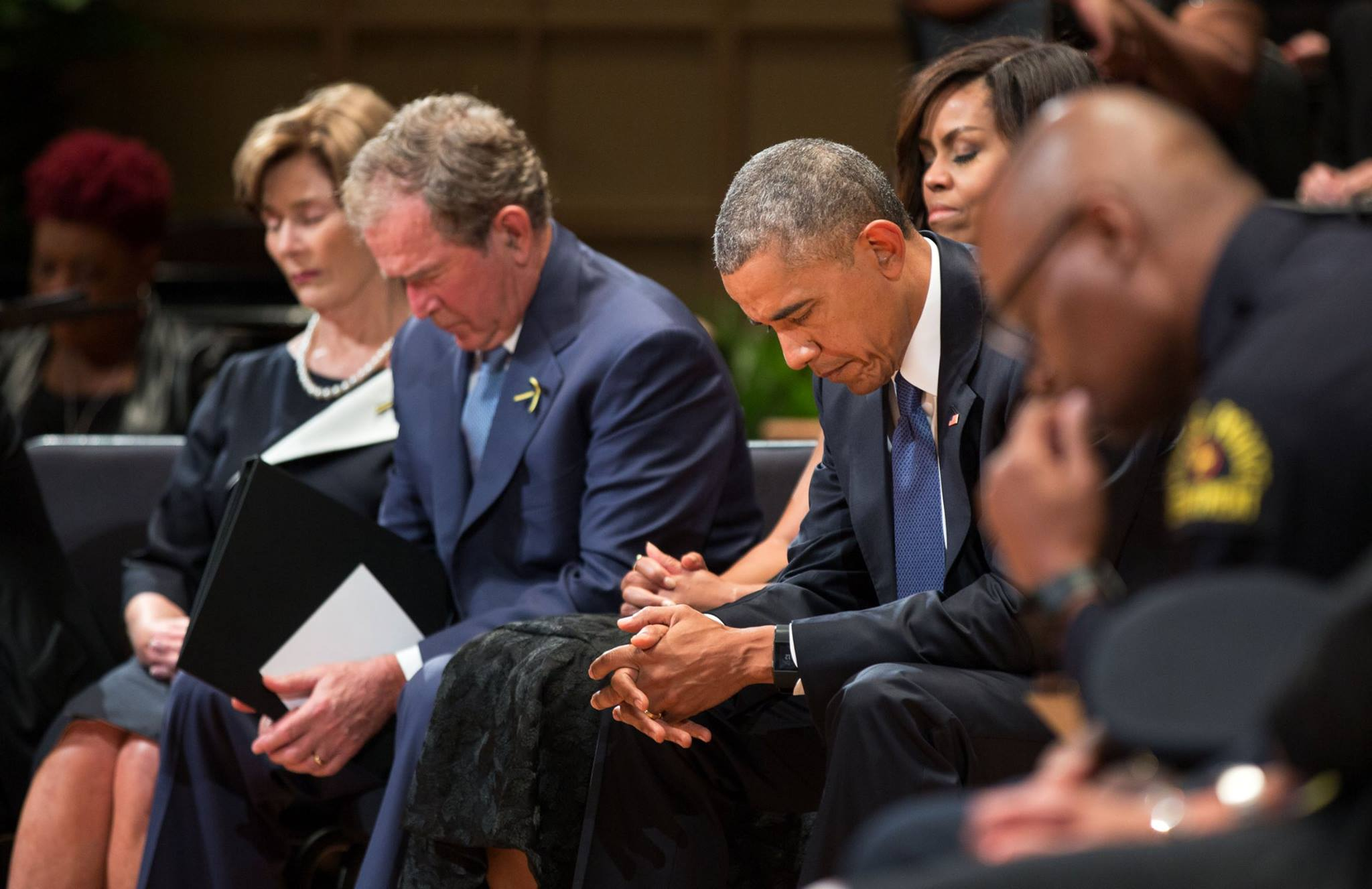
Il Presidente Obama e George Bush durante il memoriale delle vittime della sparatoria.

Il governatore del Texas Greg Abbott ha emesso un comunicato in cui assicura "qualsiasi tipo di assistenza alla città di Dallas".
Il politico statunitense Dan Patrick avena inizialmente accusato i protestanti del Black Lives Matter di essere i principali colpevoli ma ha poi smentito tali dichiarazioni, esprimendo il suo rammarico.

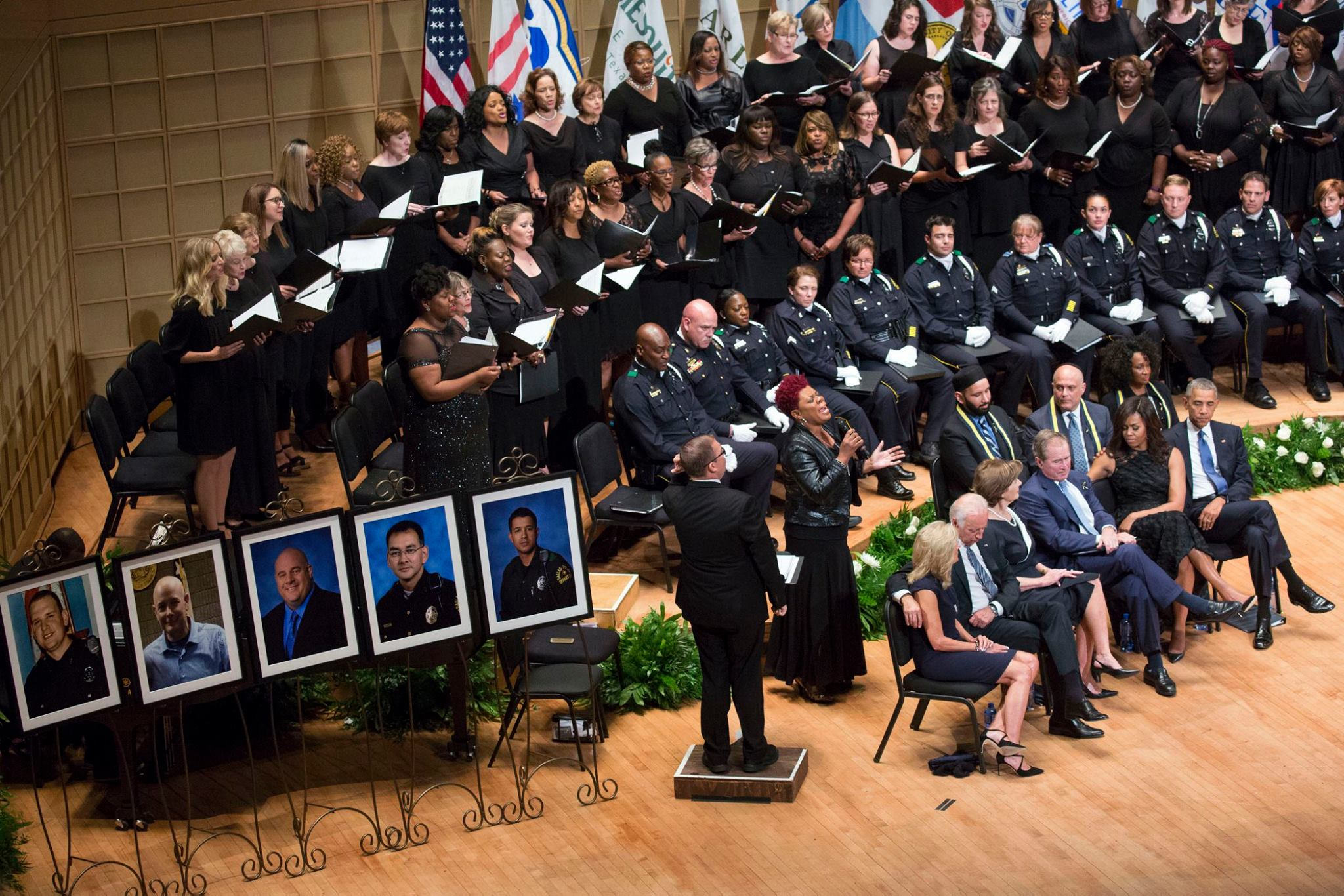
Memoriale delle vittime.

Barack Obama ha definito la sparatoria "un attacco feroce, premeditato, calcolato e spregevole".
Il 12 luglio si è tenuto un memoriale presso il Morton H. Meyerson Symphony Center di Dallas, al quale ha partecipato anche George W. Bush. Durante la cerimonia, Obama ha definito "eroi" gli agenti di polizia di Dallas e descrivendo l'accaduto come un "atto d'odio razziale", esortando gli americani a non cedere alla disperazione e dicendo: "non siamo così divisi come sembra".
La responsabile del dipartimento di Giustizia Loretta Lynch in un discorso rivolto alla nazione ha dichiarato: "vi imploro, non lasciate che questa settimana generi altra violenza" ed ha inoltre detto che l'unica risposta alla paura e alla frustrazione "non è mai la violenza, ma la calma e la collaborazione".
Alcuni leader del Black Lives Matter hanno condannato la sparatoria.
In seguito alla sparatoria, il governo delle Bahamas ha emesso un avviso rivolto a tutti i suoi cittadini in viaggio verso il territorio statunitense di prestare molta attenzione e cautela soprattutto nei confronti degli agenti di polizia per la situazione di tensione esistente nel Paese, e di non usare comportamenti conflittuali ma collaborativi.